# Presiune internă
În termodinamică presiunea internă este o măsură a modului în care energia internă se modifică atunci când se destinde sau se comprimă la temperatură constantă. Are aceleași dimensiuni ca și presiunea, a cărei unitate de măsură în SI este pascalul.
Presiunea internă are de obicei simbolul {\displaystyle \pi _{T}}. Este definită ca o derivată parțială a energiei interne în funcție de volum la temperatură constantă:
{\displaystyle \pi _{T}=\left({\frac {\partial U}{\partial V}}\right)_{T}}

## Ecuația termodinamică de stare
Presiunea internă poate fi exprimată în funcție de temperatură, presiune și dependența lor reciprocă:
{\displaystyle \pi _{T}=T\left({\frac {\partial p}{\partial T}}\right)_{V}-p}
Această ecuație este una dintre cele mai simple ecuații termodinamice. Mai exact, este o relație între proprietăți termodinamice, deoarece este valabilă pentru orice sistem termodinamic și leagă ecuația de stare de una sau mai multe proprietăți de energie termodinamică. Aici ne referim la ea drept ecuație termodinamică de stare.

### Derivarea ecuației termodinamice de stare
Ecuația termodinamică fundamentală afirmă pentru diferențiala exactă a energiei interne că:
{\displaystyle \operatorname {d} U=T\operatorname {d} S-p\operatorname {d} V}
Derivând această ecuație în funcție de {\displaystyle V} la temperatură constantă se obține:
{\displaystyle \left({\frac {\partial U}{\partial V}}\right)_{T}=T\left({\frac {\partial S}{\partial V}}\right)_{T}-p}
Folosind una dintre relațiile Maxwell: 
{\displaystyle \left({\frac {\partial S}{\partial V}}\right)_{T}=\left({\frac {\partial p}{\partial T}}\right)_{V}\ ,}
se obține
{\displaystyle \pi _{T}=T\left({\frac {\partial p}{\partial T}}\right)_{V}-p}

## Gazul perfect
Într-un gaz perfect nu există interacțiuni de energie potențială între particule, astfel încât orice modificare a energiei interne a gazului este direct proporțională cu modificarea energiei cinetice a speciilor sale constituente. Prin urmare, variația temperaturii este proporțională ({\displaystyle \propto }) cu variația energiei interne:
{\displaystyle \operatorname {d} U\propto \operatorname {d} T\ }.
Prin urmare, presiunea internă este considerată la temperatură constantă: {\displaystyle dT=0,} ceea ce implică faptul că {\displaystyle dU=0,} respectiv {\displaystyle \pi _{T}=0,} adică energia internă a unui gaz perfect este independentă de volumul pe care îl ocupă. Relația de mai sus poate fi folosită ca definiție a unui gaz perfect.
Relația {\displaystyle \pi _{T}=0} poate fi demonstrată fără a fi nevoie de invocarea vreunui argument molecular. Dacă se folosește legea gazului ideal ea rezultă direct din ecuația de stare termodinamică {\displaystyle pV=nRT}. Avem
{\displaystyle \pi _{T}=T\left({\frac {\partial p}{\partial T}}\right)_{V}-p=T\left({\frac {nR}{V}}\right)-\left({\frac {nRT}{V}}\right)=0}

## Gaze reale
Gazele reale au presiuni interne diferite de zero deoarece energia lor internă se modifică pe măsură ce gazele se destind izotermic — poate crește la destindere ({\displaystyle \pi _{T}>0}, ceea ce înseamnă că existența forțelor de atracție între particulele gazului este dominantă) sau poate scădea ({\displaystyle \pi _{T}<0,} dacă respingerea este dominantă).
Când volumul tinde la infinit aceste presiuni interne se apropie de valoarea zero:
{\displaystyle \lim _{V\to \infty }\pi _{T}=0\ },
corespunzând faptului că toate gazele reale pot fi aproximate a fi perfecte în limita unui volum suficient de mare.
Dacă un gaz real poate fi descris de ecuația van der Waals⁠(d)
{\displaystyle p={\frac {nRT}{V-nb}}-a{\frac {n^{2}}{V^{2}}}}
din ecuația termodinamică de stare rezultă că
{\displaystyle \pi _{T}=a{\frac {n^{2}}{V^{2}}}}
Deoarece parametrul {\displaystyle a} este întotdeauna pozitiv, la fel este și presiunea sa internă: energia internă a unui gaz van der Waals care se destinde izotermic crește întotdeauna.
Parametrul {\displaystyle a} modelează efectul forțelor de atracție dintre moleculele din gaz. Totuși, se poate aștepta ca gazele reale neideale să prezinte o schimbare de semn între presiunile interne pozitive și negative în condițiile de mediu potrivite dacă interacțiunile de respingere devin importante. Acest lucru s-ar întâmpla în condiții de temperatură și presiune în care factorul de compresibilitate {\displaystyle Z} al gazului să fie mai mare decât 1.
În plus, folosind derivarea funcțiilor compuse se poate arăta că
{\displaystyle \left({\frac {\partial U}{\partial V}}\right)_{T}=-\left({\frac {\partial U}{\partial T}}\right)_{V}\left({\frac {\partial T}{\partial V}}\right)_{U}}
Definind {\displaystyle \mu _{J}=\left({\frac {\partial T}{\partial V}}\right)_{U}} drept „coeficientul Joule” și observând că {\displaystyle \left({\frac {\partial U}{\partial T}}\right)_{V}} este capacitatea termică la volum constant, {\displaystyle C_{V},} avem
{\displaystyle \pi _{T}=-C_{V}\mu _{J}}
Coeficientul {\displaystyle \mu _{J}} poate fi obținut prin măsurarea variației de temperatură într-o experiență la {\displaystyle U} constant, adică o destindere adiabatică liberă (vezi mai jos). Acest coeficient este adesea mic, și de obicei este negativ la presiuni mici (așa cum este prezis de ecuația van der Waals).

## Experimente
În experimentul său de destindere, James Prescott Joule a încercat să măsoare presiunea internă a aerului destinzând adiabatic aer de înaltă presiune dintr-un vas metalic într-un altul. Baia de apă în care a fost scufundat sistemul nu și-a schimbat temperatura, ceea ce înseamnă că nu a avut loc nicio modificare a energiei interne. Astfel, presiunea internă a aerului a fost aparent egală cu zero și aerul a acționat ca un gaz perfect. Abaterile reale de la comportamentul perfect nu au fost observate deoarece sunt foarte mici, iar capacitatea termică masică a apei este relativ mare.
Mult mai târziu, în 1925, Frederick G. Keyes și Francis W. Sears au publicat măsurători ale efectului Joule pentru dioxid de carbon la T1 = 30 °C, p1 = 13,3–16,5 atm folosind tehnici de măsurare îmbunătățite și un control mai bun. În aceste condiții, temperatura a scăzut atunci când presiunea a fost scăzută adiabatic, ceea ce indică faptul că {\displaystyle \mu _{J}} este negativ. Acest lucru este în concordanță cu predicția gazului van der Waals conform căreia {\displaystyle \pi _{T}} este pozitiv.